# Tamiahua, Veracruz
Tamiahua là một đô thị thuộc bang Veracruz, México. Năm 2005, dân số của đô thị này là 23984 người.